# Wąglikowice
Wąglikowice (dodatkowa nazwa w j. kaszub. Wąglëkòjce) – wieś kaszubska w Polsce położona w województwie pomorskim, w powiecie kościerskim, w gminie Kościerzyna na obrzeżach Wdzydzkiego Parku Krajobrazowego. Miejscowość znajduje się na turystycznym  Szlaku Kamiennych Kręgów. Miejscowość leży na skraju Wdzydzkiego Parku Krajobrazowego.
W latach 1975–1998 miejscowość administracyjnie należała do województwa gdańskiego. Siedziba sołectwa o powierzchni 804,58 ha.

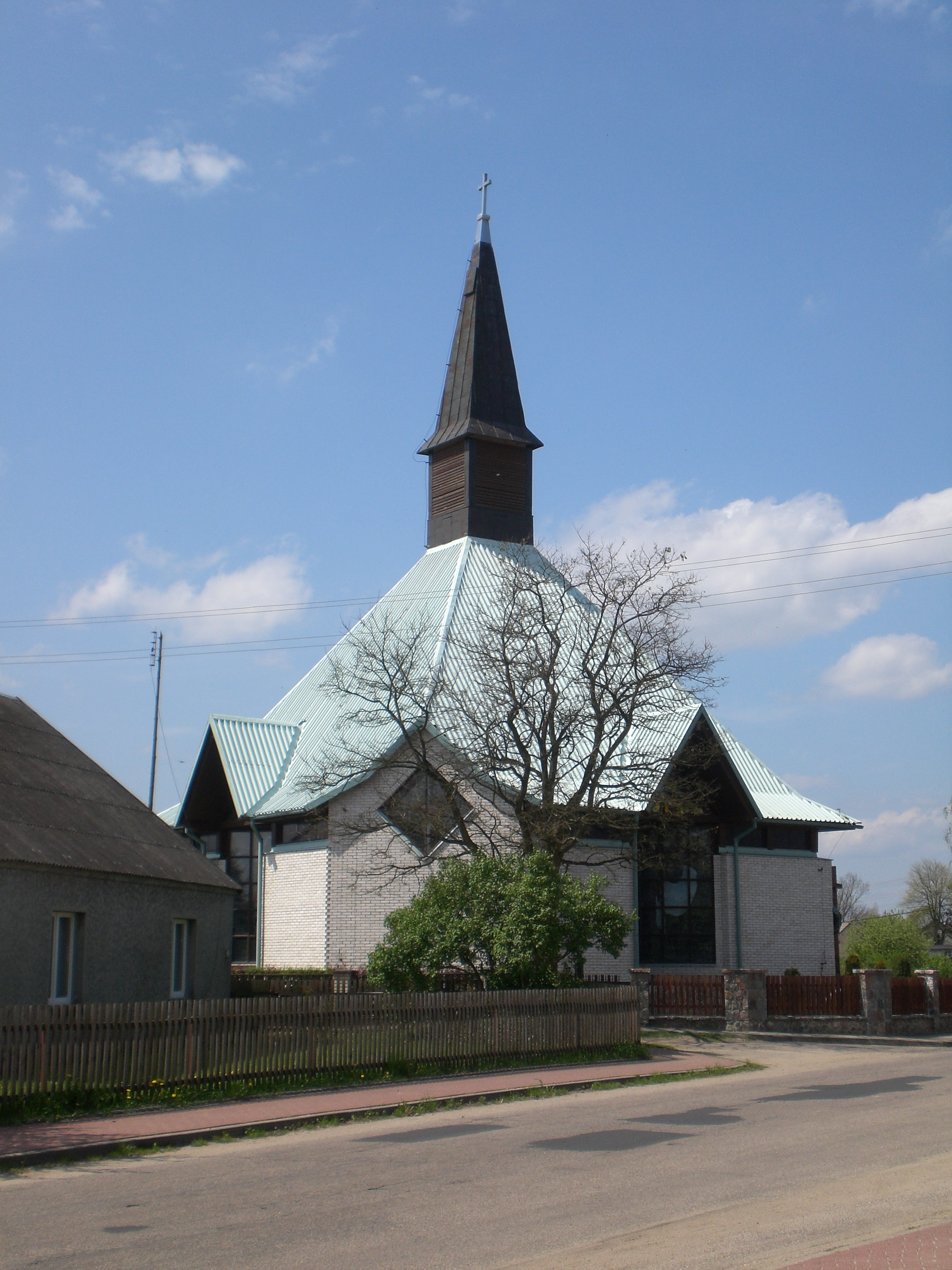
Kościół NMP w Wąglikowicach projektu arch. Jacka Krenza

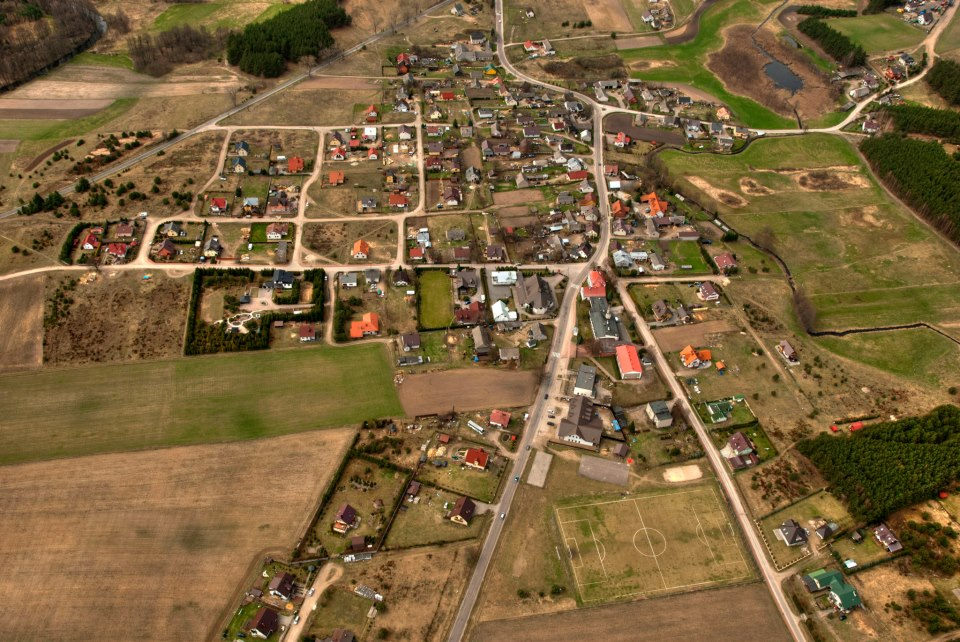
Wąglikowice z lotu ptaka

## Nazwy źródłowe miejscowości
kaszb. Wąglikòwice, Wąglice, Wãglëkòwice, niem. Funkelkau

## Historia
Od drugiej połowy listopada do początku grudnia 1906 r. w miejscowej szkole elementarnej odbył się strajk dzieci przeciwko nauczaniu religii w języku niemieckim. Strajk był częścią znacznie większej akcji biernego oporu wobec pruskich władz szkolnych, która na przełomie 1906 i 1907 r. objęła ponad 460 (!) szkół w prowincji Prusy Zachodnie (czyli przedrozbiorowe Pomorze Gdańskie, ziemię chełmińską i ziemię lubawską oraz część Krajny). Inspiracją dla strajków pomorskich były wcześniejsze działania dzieci w prowincji wielkopolskiej, ze słynnym strajkiem we Wrześni (1901) na czele. 

## Zabytki
Według rejestru zabytków NID na listę zabytków wpisany jest zespół ruralistyczny wsi, nr rej.: 979 z 23.09.1986.